# Symphony of Enchanted Lands
Symphony of Enchanted Lands je druhé studiové album od italské kapely Rhapsody of Fire, v době vydání působící pod názvem Rhapsody.

## Seznam skladeb
1. „Epicus Furor“ – 1:14
2. „Emerald Sword“ – 4:21
3. „Wisdom of the Kings“ – 4:28
4. „Heroes of the Lost Valley“ – 2:04
I. „Entering the Waterfalls Realm“
II. „The Dragons Pride“
5. „Eternal Glory“ – 7:29
6. „Beyond the Gates of Infinity“ – 7:23
7. „Wings of Destiny“ – 4:28
8. „The Dark Tower of Abyss“ – 6:46
9. „Riding the Winds of Eternity“ – 4:13
10. „Symphony of Enchanted Lands“ – 13:16
I. „Tharos' Last Flight“
II. „The Hymn of The Warrior“
III. „Rex Tremende“
IV. „The Immortal Fire“